# مقاطعة أريناك (ميشيغان)
مقاطعة أريناك هي مقاطعة تقع في المنطقة المنطقة الشمال شرق الوسطى من شبه الجزيرة السفلى بولاية ميشيغان الأمريكية، بلغ عدد سكانها 15٬899نسمة، بحسب تعداد عام 2010، وعاصمتها ستانديش، تبلغ مساحتها 1٬763 كيلومتر مربع.

## الموقع
تشترك في الحدود مع:
- مقاطعة يوسكو
- مقاطعة باي

## التقسيمات الإدارية
- ستانديش.